# René Mathis
René Mathis è uno dei personaggi del romanzo di Ian Fleming Casino Royale del 1953, alleato di James Bond. Nel film parodia James Bond 007 - Casino Royale del 1967 è interpretato da Duncan MacRae, mentre in quelli ufficiali del 2006 e 2008, Casino Royale e Quantum of Solace, da Giancarlo Giannini.

## Biografia

### Romanzo
René Mathis è un membro dei servizi segreti francesi, il DGSE, che sostiene James Bond durante la sua missione a Royale-les-Eaux per impedire a Le Chiffre, banchiere della SMERSH, di vincere un'ingente somma di denaro con cui finanziare l'organizzazione; successivamente lo aiuta a catturare Rosa Klebb.

### Cinema
In Casino Royale e Quantum of Solace René Mathis è interpretato dall'attore italiano Giancarlo Giannini. Mathis è un agente dell'MI6 di stanza in Montenegro, che ha il compito di aiutare James Bond durante la sua missione per incastrare il losco banchiere internazionale Le Chiffre. Creduto un doppiogiochista, viene fatto arrestare da Bond ma poi scagionato, tant'è che diventa poi una delle poche persone di cui 007 può fidarsi. Trova la morte in Bolivia, per mano dell'organizzazione criminale Quantum.

## Apparizioni
- Casino Royale - romanzo del 1953 di Ian Fleming
- Casino Royale - episodio del 1954 della serie antologica Climax!, tratto dal romanzo
- A 007, dalla Russia con amore (From Russia, with Love) - romanzo del 1957 di Ian Fleming
- James Bond 007 - Casino Royale - film parodia del 1967 con David Niven, tratto dal romanzo
- Casino Royale - film del 2006 per la regia di Martin Campbell, tratto dal romanzo
- Quantum of Solace - film del 2008 per la regia di Marc Forster